# Anna Maria Klechniowska

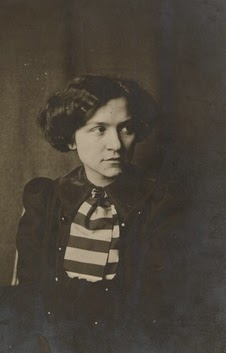
Anna Maria Klechniowska

Anna Maria Klechniowska (sinh ngày 15 tháng 4 năm 1888; mất ngày 28 tháng 8 năm 1973) là một nhà giáo dục và nhà soạn nhạc người Ba Lan. Bà sinh ra ở Borowka, Ukraine. Klechniowska đã theo học tại các nhạc viện ở Warsaw và Lemberg (Lviv) trước khi chuyển đến Leipzig và Paris để tiếp tục việc học. Sau thời gian làm học trò của Lech Jaczynowski, Gustaw Roguski, Mieczyslaw Soltys, Joseph Pembauer, Stanisław Niewiadomski, Stephan Krehl, Klara Czop-Umlauf, Franz Schmidt và Nadia Boulanger, Klechniowska đã tốt nghiệp Học viện Vienna vào năm 1917. Sau khi hoàn thành việc học, bà trở thành giáo viên và đảm nhiệm công việc quản lý nghệ thuật. Klechniowska mất ở Warsaw vào năm 1973, hưởng thọ 85 tuổi.

## Tác phẩm
Klechniowska nổi tiếng với nhiều tác phẩm piano dành cho trẻ em và những sáng tác cho thanh nhạc của bà. Các tác phẩm tiêu biểu bao gồm:
- A Wedding Overture, dành cho dàn nhạc (1955)
- The Seasons of the Year, tổ khúc giao hưởng (1953)
- The Royal Castle in Cracow, thơ giao hưởng
- Phantasma, vở ba-lê-kịch câm trong 6 phân đoạn, (1964) [3]